# Музей истории Тбилиси
Музей истории Тбилиси имени Иосифа Гришашвили (груз. იოსებ გრიშაშვილის სახელობის თბილისის ისტორიის მუზეუმი) — учреждение культуры Тбилиси. Адрес — улица Сиони, 8.

## Экспозиция
Здание музея имеет три этажа. Весь нижний занимают магазины сувенирной продукции. На втором этаже разместилась постоянная экспозиция музея. Третий этаж отведён под временные экспозиции (творчество современных художников и др.).
В музее хранится более 50 000 экспонатов. Постоянная экспозиция рассказывает, в основном, о Тбилиси XIX века. Собрана коллекция макетов старых тбилисских домов, образцы одежды, мебели и посуды того времени.

## История
Музей занимает здание бывшего караван-сарая Арцруни, построенного в 1818 году, одного из значительных торговых центров города того времени. В 1850 году караван-сарай посетил наследник российского престола Александр (будущий император Александр II).
Музей был основан в 1910 году как муниципальный. В 1984 году переехал в отреставрированное здание бывшего караван-сарая. Имя известного грузинского поэта Иосифа Гришашвили (1889—1965) музей получил совсем недавно.
В конце 2004 года музей искусств Грузии вошёл в единую систему управления вместе с рядом других музеев, образовавших Грузинский национальный музей.